# Buchnera tetragona
Buchnera tetragona är en snyltrotsväxtart som beskrevs av Robert Brown. Buchnera tetragona ingår i släktet Buchnera och familjen snyltrotsväxter. Inga underarter finns listade i Catalogue of Life.